# Albaner in Belgien
Die Albaner in Belgien (albanisch Shqiptarët në Belgjikë, französisch Albanais en Belgique, niederländisch Albanezen in België) stellen mit einer Bevölkerung von schätzungsweise rund 50.000 bis 60.000 Personen eine ethnische Minderheit des Landes dar und sind Teil der albanischen Diaspora. Neben Staatsbürgern Albaniens (2941 Personen per 2008) befinden sich unter ihnen auch zahlreiche Albaner aus dem Kosovo, Mazedonien, Serbien, Griechenland oder Montenegro. Daher ist es generell schwierig, eine genaue Zahl albanischstämmiger Menschen eines westeuropäischen Landes anzugeben. Allein in der Region Brüssel leben rund 40.000 Albaner, die meisten davon in Schaerbeek.
Die ersten Albaner in Belgien waren politisch Verfolgte des sozialistischen Albanien, die Belgien 1956 nach einer Abmachung aufnahm. Ihre Nachkommen, mittlerweile in der dritten Generation, sind heutzutage in der belgischen Gesellschaft integriert.
In den 1960er-Jahren kamen mit Einwanderern aus der Türkei auch Albaner, die zuvor von Jugoslawien aus in die Türkei migriert waren, nach Belgien. Auf sie folgten in den 1970ern und verstärkt in den 1980ern Gastarbeiter aus Jugoslawien.
In den 1990er-Jahren kam es zu einer größeren Phase der albanischen Einwanderung nach Belgien. Einerseits verließen mit dem Sturz des Kommunismus in Albanien und der damit verbundenen Grenzöffnung viele dieses Land, andererseits verließen viele Kosovo-Albaner ihre Heimat mit dem Beginn der Jugoslawienkriege bzw. während des Kosovokrieges.

## Organisationen und Vereine
In den letzten Jahren sind in Belgien mehrere albanische Organisationen und Vereine entstanden, darunter:
- AlbaBel (gegründet von Amet Gjanaj): Albanische Sprachkurse und Musikabende
- Faik Konitza (gegr. 2008 von Genti Metaj): Sozialarbeit und soziales Engagement
- Dora Dorës (gegr. 2003 von Hamide Canolli): Gemeinschaft albanischer Frauen mit Sitz in Huy
- FC Kosova Schaerbeek (gegr. 1991): Fußballverein in Schaerbeek[2]

## Bekannte Albaner in Belgien
- Amet Gjanaj (* 1968), Politiker
- Kolë Gjeloshaj Hysaj, Schriftsteller[4]

- Adnan Januzaj (* 1995), Fußballspieler